# Bredene Koksijde Classic
La Bredene Koksijde Classic es una competición ciclista profesional de un día belga que se disputa en la provincia de Flandes Occidental, en el mes de marzo. Fue creada en 2011 bajo el nombre de Handzame Classic formando parte del UCI Europe Tour, dentro de la categoría 1.1. En 2018 ascendió a la categoría 1.HC y en 2019 cambió su denominación a la actual.

## Palmarés
| Año                      | Ganador              | Segundo              | Tercero          |           |
| ------------------------ | -------------------- | -------------------- | ---------------- | --------- |
| Handzame Classic         |                      |                      |                  |           |
| 2011                     | Steve Schets         | Kenny van Hummel     | Niko Eeckhout    |           |
| 2012                     | Francesco Chicchi    | Marcel Kittel        | Adam Blythe      |           |
| 2013                     | Kenny Dehaes         | Kenny van Hummel     | Danny van Poppel |           |
| 2014                     | Luka Mezgec          | Theo Bos             | Edward Theuns    |           |
| 2015                     | Gianni Meersman      | Antoine Demoitié     | Tiesj Benoot     |           |
| 2016                     | Erik Baška           | Dylan Groenewegen    | Gianni Meersman  |           |
| 2017                     | Kristoffer Halvorsen | Adam Blythe          | Kenny Dehaes     |           |
| 2018                     | Álvaro Hodeg         | Kristoffer Halvorsen | Pascal Ackermann |           |
| Bredene Koksijde Classic |                      |                      |                  |           |
| 2019                     | Pascal Ackermann     | Kristoffer Halvorsen | Álvaro Hodeg     |           |
| 2020                     | cancelada            | cancelada            | cancelada        | cancelada |
| 2021                     | Tim Merlier          | Mads Pedersen        | Florian Sénéchal |           |
| 2022                     | Pascal Ackermann     | Hugo Hofstetter      | Tim Merlier      |           |
| 2023                     | Gerben Thijssen      | Pascal Ackermann     | Samuel Welsford  |           |
| 2024                     | Luca Mozzato         | Dylan Groenewegen    | Gerben Thijssen  |           |
| 2025                     | Edward Theuns        | Luke Lamperti        | Nils Eekhoff     |           |

## Palmarés por países
| País       | Victorias |
| ---------- | --------- |
| Bélgica    | 6         |
| Alemania   | 2         |
| Italia     | 2         |
| Eslovenia  | 1         |
| Eslovaquia | 1         |
| Noruega    | 1         |
| Colombia   | 1         |